# Sattelköpfle
Sattelköpfle je planina na granici Lihtenštajna i Austrije u lancu Rätikon u istočnim Alpama. Nalazi se istočno od sela Planken, s visinom od 1,688 m/nm.